# Выборы губернатора Пермской области (1996)
Первые выборы губернатора Пермской области прошли в Пермской области и Коми-Пермяцком автономном округе в декабре 1996 года. Первый тур состоялся 8 декабря в период выборов глав регионов. Поскольку в первом туре ни один кандидат не набрал абсолютного большинства голосов избирателей, на 22 декабря был назначен второй тур. Победу одержал действующий губернатор Пермской области Геннадий Игумнов, набрав 63,86 % голосов избирателей. Второе место занял издатель газеты «Губернские вести» и бывший депутат Совета Федерации Сергей Левитан.

## Проведение
24 декабря 1991 года указом президента РСФСР Бориса Ельцина первым главой администрации Пермской области был назначен депутат Пермского облсовета Борис Кузнецов. Вскоре, после того как в декабре 1995 года Кузнецов был избран депутатом Государственной думы, 12 января 1996 года указом президента России новым главой региона был назначен его первый заместитель Геннадий Игумнов.
24 августа 1995 года Законодательное собрание Пермской области приняло решение о проведении выборов губернатора в декабре 1995 года, однако согласовать дату с президентом России не удалось. Поэтому 29 декабря Заксобрание решило: выборы губернатора Пермской области будут проведены 15 декабря 1996 года. В июле 1996 года Избирательная комиссия Пермской области обратилась в Законодательное собрание с предложением перенести дату выборов с 15 на 8 декабря 1996 года, что и было сделано. 17 июля 1996 года в Избирательную комиссию области поступило первое уведомление от инициативной группы избирателей о начале сбора подписей по выдвижению бывшего члена Совета Федерации Сергея Левитана кандидатом на должность губернатора. По итогу на должность губернатора области было зарегистрировано 6 кандидатов из 13 выдвинутых — действующий губернатор Игумнов, Сергей Левитан, генеральный директор ОАО «Уралинтергазстрой» Владимир Ильиных, заведующий отделом обкома КПРФ Юрий Перхун, директор службы безопасности фирмы «Санта» и полковник КГБ в отставке Станислав Пархоменко и главный инженер института «Пермагропромпроект» Александр Новиков.
Основные агитационные мероприятия кандидаты и их команды начали проводить после 7 ноября 1996 года. В ходе кампании действующему губернатору Игумнову оказывали поддержку областные организации «Наш дом — Россия» и «Демократический выбор России», в своих предварительных прогнозах социологи на середину ноября 1996 года предсказывали высокую явку избирателей и победу Игумнова с результатом 65—68 % голосов избирателей. Основной упор команда Игумнова сделала на электронные средства массовой информации с преимущественным охватом промышленных территорий, из-за уверенности в победе в минимальном объёме выпускалась собственная печатная продукция, недостаточно использовались многотиражные издания и местная районная пресса, включая телевидение и радиотрансляционные узлы сельских населённых пунктов. Главный конкурент Игумнова Сергей Левитан главную ставку сделал на собственную газету «Губернские вести», которая выпускалась им в течение полутора лет, в частности незадолго до выборов у кандидата появилась новая газета «ГубЧК». Несмотря на то, что скандальный стиль газеты привлекал внимание читателей, недостаточность позитивных материалов, отсутствие серьёзных публикаций по вопросам экономики, проблемам бюджетной сферы и безработицы не позволило получить Левитану большое число дополнительных голосов избирателей.
Основная ставка штаба Юрия Перхуна от КПРФ была сделана на листовочную рекламу, однако в этот раз активность коммунистов была намного ниже, чем во время президентской избирательной кампании. Активность областной организации ЛДПР и её кандидата Станислава Пархоменко так же была слабой, её работа была ограничена областным центром и в крупных промышленных городах области — Соликамске и Березниках; агитационная работа велась через газету «Губернский Дом» фирмы «Санта».
По итогам голосования ни один из шести зарегистрированных кандидатов не смог набрать необходимого числа голосов (более 50 %), и в области было назначено повторное голосование на 22 декабря. Перед вторым туром о поддержке кандидатуры Игумнова заявили представители КПРФ и ЛДПР, а также кандидаты, выбывшие из борьбы после 8 декабря. 22 декабря победу во втором туре выборов одержал Геннадий Игумнов с результатом 63,86 %, а Левитан набрал 29,08 % голосов избирателей. 
В первом туре наибольшая активность была отмечена в Бардымском районе, где проголосовало 77,01 % избирателей, а во втором — в Кудымкарском районе Коми-Пермяцкого автономного округа (70,13 %). Наиболее высокая поддержка у Игумнова была в Кудымкарском (первый тур) и Косинском (второй тур) районах, где он получил 80,29 % и 85,83 % голосов соответственно. В ходе первого тура Левитан одержал победу в 9 городах и районах области, при повторном голосовании лишь в городе Соликамске Игумнов уступил Левитану, который набрал 49,78 %.

## Кандидаты
| Кандидат                      | Деятельность/должность (на момент выдвижения)             | Субъект выдвижения               | Статус          |
| ----------------------------- | --------------------------------------------------------- | -------------------------------- | --------------- |
| Геннадий Вячеславович Игумнов | действующий губернатор Пермской области                   | инициативной группой избирателей | зарегистрирован |
| Владимир Владимирович Ильиных | генеральный директор АООТ «Уралинтергазстрой»             | инициативной группой избирателей | зарегистрирован |
| Сергей Владимирович Левитан   | издатель газеты «Губернские вести»                        | инициативной группой избирателей | зарегистрирован |
| Александр Михайлович Новиков  | главный инженер института «Пермагропромпроект»            | РКРП                             | зарегистрирован |
| Станислав Ильич Пархоменко    | начальник службы экономической безопасности фирмы «Санта» | ЛДПР                             | зарегистрирован |
| Юрий Николаевич Перхун        | заведующий отделом Пермского обкома КПРФ                  | инициативной группой избирателей | зарегистрирован |

## Результаты
| Место                       | Место                       | Кандидат                    | Голосов   | %       |
| --------------------------- | --------------------------- | --------------------------- | --------- | ------- |
|                             | 1.                          | Геннадий Игумнов            | 395 200   | 42,38 % |
|                             | 2.                          | Сергей Левитан              | 250 697   | 26,89 % |
|                             | 3.                          | Владимир Ильиных            | 71 924    | 7,71 %  |
|                             | 4.                          | Юрий Перхун                 | 45 599    | 4,89 %  |
|                             | 5.                          | Станислав Пархоменко        | 39 341    | 4,22 %  |
|                             | 6.                          | Александр Новиков           | 28 967    | 3,11 %  |
| Против всех                 | Против всех                 | Против всех                 | 66 848    | 7,17 %  |
| Действительных бюллетеней   | Действительных бюллетеней   | Действительных бюллетеней   | 898 576   | 96,37 % |
| Недействительных бюллетеней | Недействительных бюллетеней | Недействительных бюллетеней | 33 848    | 3,63 %  |
| Всего                       | Всего                       | Всего                       | 932 424   | 100 %   |
| Общее число избирателей     | Общее число избирателей     | Общее число избирателей     | 2 110 123 |         |

| Место                       | Место                       | Кандидат                    | Голосов   | %       |
| --------------------------- | --------------------------- | --------------------------- | --------- | ------- |
|                             | 1.                          | Геннадий Игумнов            | 528 643   | 63,86 % |
|                             | 2.                          | Сергей Левитан              | 240 703   | 29,08 % |
| Против всех                 | Против всех                 | Против всех                 | 43 799    | 5,29 %  |
| Действительных бюллетеней   | Действительных бюллетеней   | Действительных бюллетеней   | 813 145   | 98,23 % |
| Недействительных бюллетеней | Недействительных бюллетеней | Недействительных бюллетеней | 14 625    | 1,77 %  |
| Всего                       | Всего                       | Всего                       | 827 770   | 100 %   |
| Общее число избирателей     | Общее число избирателей     | Общее число избирателей     | 2 106 928 |         |